# Вторая вирджинская хартия
Вторая вирджинская хартия (англ. Second Virginia Charter), так же известная как Хартия 1609 года (англ. Charter of 1609) — исторический документ, выданный королём Яковом I акционерам Вирджинской лондонской кампании 3 мая 1609 года. Хартия передавала управление колонией полностью в руки инвесторов, расширяла границы колонии, включая в них всё пространство от Атлантического океана на востоке до Тихого океана на западе, и давала колонии нового губернатора с расширенными полномочиями. Хартия включала в себя список 650-ти инвесторов компании. Вторая хартия следовала за Первой хартией 1606 года и предшествовала Третьей хартии (1612 года), и все вместе они сформировали систему представительной власти в колонии. В 1624 году король отозвал хартии, но уже не смог остановить развитие представительных институтов.